# ريس ووكر
ريس ووكر (بالإنجليزية: Rhys Walker)‏ هو لاعب كرة الريشة بريطاني، ولد في 26 يناير 1994 في نانيتون ‏ في المملكة المتحدة.

## وصلات خارجية
- ريس ووكر على موقع BWF.tournamentsoftware.com (الإنجليزية)
- ريس ووكر على موقع BWFbadminton.com (الإنجليزية)